# V1067 Геркулеса
V1067 Геркулеса (лат. V1067 Herculis) — тройная звезда в созвездии Геркулеса на расстоянии приблизительно 1015 световых лет (около 311 парсек) от Солнца. Видимая звёздная величина звезды — от +13,21m до +12,58m. Возраст звезды определён как около 11,592 млрд лет.
Пара первого и второго компонентов — двойная затменная переменная звезда типа W Большой Медведицы (EW)*. Орбитальный период — около 0,2581 суток (6,1946 часа).
Открыта проектом ROTSE-1 в 2000 году*.

## Характеристики
Первый компонент — оранжевый карлик спектрального класса K. Масса — около 0,786 солнечной, радиус — около 0,879 солнечного, светимость — около 0,38 солнечной. Эффективная температура — около 4838 K.
Второй компонент — оранжевый карлик спектрального класса K. Масса — около 0,281 солнечной, радиус — около 0,771 солнечного, светимость — около 0,228 солнечной. Эффективная температура — около 4559 K.
Третий компонент. Орбитальный период — около 19,14 года*.